# Marek Szyndrowski
Marek Szyndrowski, né le 30 octobre 1980 à Świętochłowice, est un footballeur professionnel polonais. Il joue actuellement au poste de défenseur au Ruch Chorzów.

## Palmarès
- Champion de Pologne de D2 : 2005
- Finaliste de la Coupe de Pologne : 2007, 2012